# NHL Entry Draft 1986
NHL Entry Draft 1986 fu il 24º draft della National Hockey League.
Si tenne il 21 giugno 1986 presso il Forum de Montréal, in Canada.
Dopo un solo anno di assenza il draft fece ritorno a Montréal nella sede tradizionale del Forum, sede delle partite casalinghe dei Montreal Canadiens. A partire dall'edizione 1986 oltre al consueto draft le franchigie della NHL presero parte a un Supplemental Draft, creato per selezionare giocatori provenienti dalle università nordamericane non selezionabili a causa dei criteri stabiliti normalmente per l'Entry Draft. Per la prima volta fu selezionato un giocatore di origine spagnola, Miguel Baldris, alla posizione numero 110 per i Buffalo Sabres.
I Detroit Red Wings selezionarono l'ala destra Joe Murphy dalla Michigan State University, i Los Angeles Kings invece come seconda scelta puntarono sul centro Jimmy Carson, proveniente dai Verdun Junior Canadiens, mentre i New Jersey Devils scelsero in terza posizione il centro Neil Brady dei Medicine Hat Tigers. Fra i 252 giocatori selezionati 153 erano attaccanti, 84 erano difensori mentre 15 erano portieri. Dei giocatori scelti 109 giocarono in NHL mentre uno solo entrò a far parte della Hockey Hall of Fame.

## Turni
|  | = NHL All-Star |  |  | = Membro della Hall of Fame |

Legenda delle posizioni

A = Attaccante   AD = Ala destra   AS = Ala sinistra   C = Centro   D = Difensore   P = Portiere

### Primo giro
| #  | Giocatore              | Nazionalità | Squadra NHL           | Squadra di provenienza                         |
| -- | ---------------------- | ----------- | --------------------- | ---------------------------------------------- |
| 1  | Joe Murphy (AD)        | Canada      | Detroit Red Wings     | Michigan St. Spartans (CCHA)                   |
| 2  | Jimmy Carson (C)       | Stati Uniti | Los Angeles Kings     | Verdun Jr. Canadiens (QMJHL)                   |
| 3  | Neil Brady (C)         | Canada      | New Jersey Devils     | Medicine Hat Tigers (WHL)                      |
| 4  | Zarley Zalapski (D)    | Canada      | Pittsburgh Penguins   | Team Canada                                    |
| 5  | Shawn Anderson (D)     | Canada      | Buffalo Sabres        | Team Canada                                    |
| 6  | Vincent Damphousse (C) | Canada      | Toronto Maple Leafs   | Laval Titan (QMJHL)                            |
| 7  | Dan Woodley (AD)       | Stati Uniti | Vancouver Canucks     | Portland Winterhawks (WHL)                     |
| 8  | Pat Elynuik (AD)       | Canada      | Winnipeg Jets         | Prince Albert Raiders (WHL)                    |
| 9  | Brian Leetch (D)       | Stati Uniti | New York Rangers      | Avon Old Farms School (USHS-Connecticut)       |
| 10 | Jocelyn Lemieux (AD)   | Canada      | St. Louis Blues       | Laval Titan (QMJHL)                            |
| 11 | Scott Young (AD)       | Stati Uniti | Hartford Whalers      | Boston U. Terriers (Hockey East)               |
| 12 | Warren Babe (AS)       | Canada      | Minnesota North Stars | Lethbridge Broncos (WHL)                       |
| 13 | Craig Janney (C)       | Stati Uniti | Boston Bruins         | Boston College Eagles (Hockey East)            |
| 14 | Everett Sanipass (AS)  | Canada      | Chicago Blackhawks    | Verdun Jr. Canadiens (QMJHL)                   |
| 15 | Mark Pederson (AS)     | Canada      | Montreal Canadiens    | Medicine Hat Tigers (WHL)                      |
| 16 | George Pelawa (AD)     | Stati Uniti | Calgary Flames        | Bemidji High School (USHS-Minnesota)           |
| 17 | Tom Fitzgerald (AD)    | Stati Uniti | New York Islanders    | Austin Preparatory School (USHS-Massachusetts) |
| 18 | Ken McRae (AD)         | Canada      | Quebec Nordiques      | Sudbury Wolves (OHL)                           |
| 19 | Jeff Greenlaw (AS)     | Canada      | Washington Capitals   | Team Canada                                    |
| 20 | Kerry Huffman (D)      | Canada      | Philadelphia Flyers   | Guelph Platers (OHL)                           |
| 21 | Kim Issel (AD)         | Canada      | Edmonton Oilers       | Prince Albert Raiders (WHL)                    |

### Secondo giro
| #  | Giocatore               | Nazionalità | Squadra NHL                           | Squadra di provenienza                          |
| -- | ----------------------- | ----------- | ------------------------------------- | ----------------------------------------------- |
| 22 | Adam Graves (AS)        | Canada      | Detroit Red Wings                     | Windsor Spitfires (OHL)                         |
| 23 | Jukka Seppo (C)         | Finlandia   | Philadelphia Flyers (da Los Angeles)  | Vaasan Sport (SM-liiga)                         |
| 24 | Todd Copeland (D)       | Stati Uniti | New Jersey Devils                     | Belmont Hill School (USHS-Massachusetts)        |
| 25 | Dave Capuano (AS)       | Stati Uniti | Pittsburgh Penguins                   | Mount Saint Charles Academy (USHS-Rhode Island) |
| 26 | Greg Brown (D)          | Stati Uniti | Buffalo Sabres                        | St. Mark's School (USHS-Massachusetts)          |
| 27 | Benoît Brunet (AS)      | Canada      | Montreal Canadiens (da Toronto)       | Hull Olympiques (QMJHL)                         |
| 28 | Kent Hawley (C)         | Canada      | Philadelphia Flyers (da Vancouver)    | Ottawa 67's (OHL)                               |
| 29 | Teppo Numminen (D)      | Finlandia   | Winnipeg Jets                         | Tappara (SM-liiga)                              |
| 30 | Neil Wilkinson (D)      | Canada      | Minnesota North Stars (da NY Rangers) | Selkirk Steelers (MJHL)                         |
| 31 | Mike Posma (D)          | Stati Uniti | St. Louis Blues                       | Buffalo Jr. Sabres (OPJHL)                      |
| 32 | Marc Laforge (D)        | Canada      | Hartford Whalers                      | Kingston Canadians (OHL)                        |
| 33 | Dean Kolstad (D)        | Canada      | Minnesota North Stars                 | Prince Albert Raiders (WHL)                     |
| 34 | Pekka Tirkkonen (C)     | Finlandia   | Boston Bruins                         | SaPKo (SM-liiga)                                |
| 35 | Mark Kurzawski (D)      | Stati Uniti | Chicago Blackhawks                    | Windsor Spitfires (OHL)                         |
| 36 | Darryl Shannon (D)      | Canada      | Toronto Maple Leafs (da Montreal)     | Windsor Spitfires (OHL)                         |
| 37 | Brian Glynn (D)         | Canada      | Calgary Flames                        | Calgary Wranglers (WHL)                         |
| 38 | Dennis Vaske (D)        | Stati Uniti | New York Islanders                    | Plymouth Armstrong High School (USHS-Minnesota) |
| 39 | Jean-Marc Routhier (AD) | Canada      | Quebec Nordiques                      | Hull Olympiques (QMJHL)                         |
| 40 | Steve Seftel (AS)       | Canada      | Washington Capitals                   | Kingston Canadians (OHL)                        |
| 41 | Stéphane Guérard (D)    | Canada      | Quebec Nordiques (da Philadelphia)    | Shawinigan Cataractes (QMJHL)                   |
| 42 | Jamie Nicolls (AD)      | Canada      | Edmonton Oilers                       | Portland Winterhawks (WHL)                      |

### Terzo giro
| #  | Giocatore          | Nazionalità | Squadra NHL                                       | Squadra di provenienza                          |
| -- | ------------------ | ----------- | ------------------------------------------------- | ----------------------------------------------- |
| 43 | Derek Mayer (D)    | Canada      | Detroit Red Wings                                 | Denver Pioneers (WCHA)                          |
| 44 | Denis Larocque (D) | Canada      | Los Angeles Kings                                 | Guelph Platers (OHL)                            |
| 45 | Janne Ojanen (C)   | Finlandia   | New Jersey Devils                                 | Tappara (SM-liiga)                              |
| 46 | Brad Aitken (AS)   | Canada      | Pittsburgh Penguins                               | S.S. Marie Greyhounds (OHL)                     |
| 47 | Bob Corkum (C)     | Stati Uniti | Buffalo Sabres                                    | Maine Black Bears (ECAC)                        |
| 48 | Sean Boland (D)    | Canada      | Toronto Maple Leafs                               | Toronto Marlboros (OHL)                         |
| 49 | Don Gibson (D)     | Canada      | Vancouver Canucks (da Vancouver via Philadelphia) | Winkler Flyers (MJHL)                           |
| 50 | Esa Palosaari (AD) | Finlandia   | Winnipeg Jets                                     | Oulun Kärpät (SM-liiga)                         |
| 51 | Bret Walter (C)    | Canada      | New York Rangers                                  | University of Alberta (CWUAA)                   |
| 52 | Tony Hejna (AS)    | Stati Uniti | St. Louis Blues                                   | Nichols School (USHS-New York)                  |
| 53 | Shaun Clouston (C) | Canada      | New York Rangers (da Hartford)                    | University of Alberta (CWUAA)                   |
| 54 | Rick Bennett (AS)  | Stati Uniti | Minnesota North Stars                             | Wilbraham & Monson Academy (USHS-Massachusetts) |
| 55 | Rob Zettler (D)    | Canada      | Minnesota North Stars (da Boston)                 | S.S. Marie Greyhounds (OHL)                     |
| 56 | Kevin Kerr (AD)    | Canada      | Buffalo Sabres (da Chicago)                       | Windsor Spitfires (OHL)                         |
| 57 | Jyrki Lumme (D)    | Finlandia   | Montreal Canadiens                                | Ilves (SM-liiga)                                |
| 58 | Brad Turner (D)    | Canada      | Minnesota North Stars (da Calgary)                | Calgary Canucks (AJHL)                          |
| 59 | Bill Berg (D)      | Canada      | New York Islanders                                | Toronto Marlboros (OHL)                         |
| 60 | Shawn Simpson (P)  | Canada      | Washington Capitals (da Quebec)                   | S.S. Marie Greyhounds (OHL)                     |
| 61 | Jim Hrivnak (P)    | Canada      | Washington Capitals                               | Merrimack Warriors (Hockey East)                |
| 62 | Marc Laniel (D)    | Canada      | New Jersey Devils (da Philadelphia)               | Oshawa Generals (OHL)                           |
| 63 | Ron Shudra (D)     | Canada      | Edmonton Oilers                                   | Kamloops Blazers (WHL)                          |

### Quarto giro
| #  | Giocatore              | Nazionalità    | Squadra NHL                                           | Squadra di provenienza                   |
| -- | ---------------------- | -------------- | ----------------------------------------------------- | ---------------------------------------- |
| 64 | Tim Cheveldae (P)      | Canada         | Detroit Red Wings                                     | Saskatoon Blades (WHL)                   |
| 65 | Sylvain Couturier (AS) | Canada         | Los Angeles Kings                                     | Laval Titan (QMJHL)                      |
| 66 | Anders Carlsson (C)    | Svezia         | New Jersey Devils                                     | Södertälje SK (Elitserien)               |
| 67 | Rob Brown (AD)         | Canada         | Pittsburgh Penguins                                   | Kamloops Blazers (WHL)                   |
| 68 | Dave Baseggio (D)      | Canada         | Buffalo Sabres                                        | Yale Bulldogs (ECAC)                     |
| 69 | Kent Hulst (C)         | Canada         | Toronto Maple Leafs (da Toronto via Montreal)         | Windsor Spitfires (OHL)                  |
| 70 | Ronnie Stern (AD)      | Canada         | Vancouver Canucks                                     | Longueuil Chevaliers (QMJHL)             |
| 71 | Hannu Järvenpää (AD)   | Finlandia      | Winnipeg Jets                                         | Oulun Kärpät (SM-liiga)                  |
| 72 | Mark Janssens (C)      | Canada         | New York Rangers                                      | Regina Pats (WHL)                        |
| 73 | Glen Featherstone (D)  | Canada         | St. Louis Blues                                       | Windsor Spitfires (OHL)                  |
| 74 | Brian Chapman (D)      | Canada         | Hartford Whalers                                      | Belleville Bulls (OHL)                   |
| 75 | Kirk Tomlinson (AS)    | Canada         | Minnesota North Stars                                 | Hamilton Steelhawks (OHL)                |
| 76 | Dean Hall (A)          | Canada         | Boston Bruins                                         | St. James Canadians (MJHL)               |
| 77 | František Kučera (D)   | Cecoslovacchia | Chicago Blackhawks                                    | Sparta Praga (Extraliga)                 |
| 78 | Brent Bobyck (AS)      | Canada         | Montreal Canadiens                                    | Notre Dame Hounds (SJHL)                 |
| 79 | Tom Quinlan (AD)       | Stati Uniti    | Calgary Flames                                        | Hill-Murray High School (USHS-Minnesota) |
| 80 | Shawn Byram (AS)       | Canada         | New York Islanders                                    | Regina Pats (WHL)                        |
| 81 | Ron Tugnutt (P)        | Canada         | Quebec Nordiques                                      | Peterborough Petes (OHL)                 |
| 82 | Erin Ginnell (C)       | Canada         | Washington Capitals                                   | Calgary Wranglers (WHL)                  |
| 83 | Mark Bar (D)           | Canada         | Philadelphia Flyers (da Philadelphia via Los Angeles) | Peterborough Petes (OHL)                 |
| 84 | Dan Currie (AS)        | Canada         | Edmonton Oilers                                       | S.S. Marie Greyhounds (OHL)              |

### Quinto giro
| #   | Giocatore           | Nazionalità | Squadra NHL                          | Squadra di provenienza                    |
| --- | ------------------- | ----------- | ------------------------------------ | ----------------------------------------- |
| 85  | Johan Garpenlöv (D) | Svezia      | Detroit Red Wings                    | Nacka HK (Elitserien)                     |
| 86  | Dave Guden (AS)     | Stati Uniti | Los Angeles Kings                    | Roxbury Latin School (USHS-Massachusetts) |
| 87  | Mike Wolak (C)      | Stati Uniti | St. Louis Blues (da New Jersey)      | Kitchener Rangers (OHL)                   |
| 88  | Sandy Smith (AD)    | Stati Uniti | Pittsburgh Penguins                  | Brainerd High School (USHS-Minnesota)     |
| 89  | Larry Rooney (D)    | Stati Uniti | Buffalo Sabres                       | Thayer Academy (USHS-Massachusetts)       |
| 90  | Scott Taylor (D)    | Canada      | Toronto Maple Leafs                  | Kitchener Rangers (OHL)                   |
| 91  | Eric Murano (C)     | Canada      | Vancouver Canucks                    | Calgary Canucks (AJHL)                    |
| 92  | Craig Endean (AS)   | Canada      | Winnipeg Jets                        | Seattle Thunderbirds (WHL)                |
| 93  | Jeff Bloemberg (D)  | Canada      | New York Rangers                     | North Bay Centennials (OHL)               |
| 94  | Eric Aubertin (AS)  | Canada      | Montreal Canadiens (da St. Louis)    | Granby Bisons (QMJHL)                     |
| 95  | Bill Horn (P)       | Canada      | Hartford Whalers                     | W. Michigan Broncos (CCHA)                |
| 96  | Jari Gronstrand (D) | Finlandia   | Minnesota North Stars                | Tappara (SM-liiga)                        |
| 97  | Matt Pesklewis (AS) | Canada      | Boston Bruins                        | St. Albert Saints (AJHL)                  |
| 98  | Lonnie Loach (AS)   | Canada      | Chicago Blackhawks                   | Guelph Platers (OHL)                      |
| 99  | Mario Milani (AD)   | Canada      | Montreal Canadiens                   | Verdun Jr. Canadiens (QMJHL)              |
| 100 | Scott Bloom (AS)    | Stati Uniti | Calgary Flames                       | Burnsville High School (USHS-Minnesota)   |
| 101 | Dean Sexsmith (C)   | Canada      | New York Islanders                   | Brandon Wheat Kings (WHL)                 |
| 102 | Gerald Bzdel (D)    | Canada      | Quebec Nordiques                     | Regina Pats (WHL)                         |
| 103 | John Purves (AD)    | Canada      | Washington Capitals                  | Hamilton Steelhawks (OHL)                 |
| 104 | Todd McLellan (C)   | Canada      | New York Islanders (da Philadelphia) | Saskatoon Blades (WHL)                    |
| 105 | David Haas (AS)     | Canada      | Edmonton Oilers                      | London Knights (OHL)                      |

### Sesto giro
| #   | Giocatore              | Nazionalità | Squadra NHL                     | Squadra di provenienza                       |
| --- | ---------------------- | ----------- | ------------------------------- | -------------------------------------------- |
| 106 | Jay Stark (D)          | Canada      | Detroit Red Wings               | Portland Winterhawks (WHL)                   |
| 107 | Robb Stauber (P)       | Stati Uniti | Los Angeles Kings               | Duluth Denfeld High School (USHS-Minnesota)  |
| 108 | Troy Crowder (AD)      | Canada      | New Jersey Devils               | Hamilton Steelhawks (OHL)                    |
| 109 | Jeff Daniels (AS)      | Canada      | Pittsburgh Penguins             | Oshawa Generals (OHL)                        |
| 110 | Miguel Baldris (D)     | Canada      | Buffalo Sabres                  | Shawinigan Cataractes (QMJHL)                |
| 111 | Stephane Giguere (AS)  | Canada      | Toronto Maple Leafs             | Saint-Jean Castors (QMJHL)                   |
| 112 | Steve Herniman (D)     | Canada      | Vancouver Canucks               | Cornwall Royals (OHL)                        |
| 113 | Rob Bateman (AD)       | Canada      | Winnipeg Jets                   | CEGEP St-Laurent Patriotes (CIAU)            |
| 114 | Darren Turcotte (C)    | Stati Uniti | New York Rangers                | North Bay Centennials (OHL)                  |
| 115 | Mike O'Toole (AS)      | Canada      | St. Louis Blues                 | Markham Waxers (OPJHL)                       |
| 116 | Joe Quinn (AD)         | Canada      | Hartford Whalers                | Calgary Canucks (AJHL)                       |
| 117 | Scott White (D)        | Canada      | Quebec Nordiques (da Minnesota) | Michigan Tech Huskies (WCHA)                 |
| 118 | Garth Premak (D)       | Canada      | Boston Bruins                   | New Westminster Bruins (WHL)                 |
| 119 | Mario Doyon (D)        | Canada      | Chicago Blackhawks              | D.ville Voltigeurs (QMJHL)                   |
| 120 | Steve Bisson (D)       | Canada      | Montreal Canadiens              | S.S. Marie Greyhounds (OHL)                  |
| 121 | John Parker (C)        | Stati Uniti | Calgary Flames                  | White Bear Lake High School (USHS-Minnesota) |
| 122 | Tony Schmalzbauer (D)  | Stati Uniti | New York Islanders              | Hill-Murray High School (USHS-Minnesota)     |
| 123 | Morgen Samuelsson (AS) | Svezia      | Quebec Nordiques                | Bodens IK (Elitserien)                       |
| 124 | Stefan Nilsson (C)     | Svezia      | Washington Capitals             | Luleå (Elitserien)                           |
| 125 | Steve Scheifele (AD)   | Canada      | Philadelphia Flyers             | Stratford Cullitons (WMJBHL)                 |
| 126 | Jim Ennis (D)          | Canada      | Edmonton Oilers                 | Boston U. Terriers (Hockey East)             |

### Settimo giro
| #   | Giocatore               | Nazionalità    | Squadra NHL                       | Squadra di provenienza               |
| --- | ----------------------- | -------------- | --------------------------------- | ------------------------------------ |
| 127 | Pär Djoos (D)           | Svezia         | Detroit Red Wings                 | Mora (Elitserien)                    |
| 128 | Sean Krakiwsky (AD)     | Canada         | Los Angeles Kings                 | Calgary Wranglers (WHL)              |
| 129 | Kevin Todd (C)          | Canada         | New Jersey Devils                 | Prince Albert Raiders (WHL)          |
| 130 | Doug Hobson (D)         | Canada         | Pittsburgh Penguins               | Prince Albert Raiders (WHL)          |
| 131 | Mike Hartman (AS)       | Stati Uniti    | Buffalo Sabres                    | North Bay Centennials (OHL)          |
| 132 | Dan Hie (C)             | Canada         | Toronto Maple Leafs               | Ottawa 67's (OHL)                    |
| 133 | Jon Helgeson (AS)       | Stati Uniti    | Vancouver Canucks                 | Roseau High School (USHS-Minnesota)  |
| 134 | Mark Vermette (AD)      | Canada         | Quebec Nordiques (da Winnipeg)    | Lake Superior S. Lakers (CCHA)       |
| 135 | Rob Graham (AD)         | Stati Uniti    | New York Rangers                  | Guelph Platers (OHL)                 |
| 136 | Andy May (A)            | Canada         | St. Louis Blues                   | Bramalea Blues (MetJHL)              |
| 137 | Steve Torrel (C)        | Stati Uniti    | Hartford Whalers                  | Hibbing High School (USHS-Minnesota) |
| 138 | Will Andersen (D)       | Canada         | New York Islanders (da Minnesota) | Victoria Cougars (WHL)               |
| 139 | Paul Beraldo (C)        | Canada         | Boston Bruins                     | S.S. Marie Greyhounds (OHL)          |
| 140 | Mike Hudson (C)         | Canada         | Chicago Blackhawks                | Sudbury Wolves (OHL)                 |
| 141 | Lyle Odelein (D)        | Canada         | Montreal Canadiens                | Moose Jaw Warriors (WHL)             |
| 142 | Rick Lessard (D)        | Canada         | Calgary Flames                    | Ottawa 67's (OHL)                    |
| 143 | Rich Pilon (D)          | Canada         | New York Islanders                | Prince Albert Raiders (WHL)          |
| 144 | Jean-Francois Nault (C) | Canada         | Quebec Nordiques                  | Granby Bisons (QMJHL)                |
| 145 | Peter Choma (AD)        | Canada         | Washington Capitals               | Belleville Bulls (OHL)               |
| 146 | Sami Wahlsten (A)       | Finlandia      | Philadelphia Flyers               | TPS (SM-liiga)                       |
| 147 | Ivan Matulik (AD)       | Cecoslovacchia | Edmonton Oilers                   | Slovan Bratislava (Extraliga)        |

### Ottavo giro
| #   | Giocatore            | Nazionalità | Squadra NHL           | Squadra di provenienza                      |
| --- | -------------------- | ----------- | --------------------- | ------------------------------------------- |
| 148 | Dean Morton (D)      | Canada      | Detroit Red Wings     | Oshawa Generals (OHL)                       |
| 149 | Rene Chapdelaine (D) | Canada      | Los Angeles Kings     | Lake Superior S. Lakers (CCHA)              |
| 150 | Ryan Pardoski (AS)   | Canada      | New Jersey Devils     | Calgary Canucks (AJHL)                      |
| 151 | Steve Rohlik (AS)    | Stati Uniti | Pittsburgh Penguins   | Hill-Murray High School (USHS-Minnesota)    |
| 152 | François Guay (C)    | Canada      | Buffalo Sabres        | Laval Titan (QMJHL)                         |
| 153 | Steve Brennan (A)    | Stati Uniti | Toronto Maple Leafs   | New Preparatory School (USHS-Massachusetts) |
| 154 | Jeff Noble (C)       | Canada      | Vancouver Canucks     | Kitchener Rangers (OHL)                     |
| 155 | Frank Furlan (P)     | Canada      | Winnipeg Jets         | Sherwood Park Crusaders (AJHL)              |
| 156 | Barry Chyzowski (C)  | Canada      | New York Rangers      | St. Albert Saints (AJHL)                    |
| 157 | Randy Skarda (D)     | Stati Uniti | St. Louis Blues       | St. Thomas Academy (USHS-Minnesota)         |
| 158 | Ron Hoover (AS)      | Canada      | Hartford Whalers      | W. Michigan Broncos (CCHA)                  |
| 159 | Scott Mathias (C)    | Stati Uniti | Minnesota North Stars | Denver Pioneers (WCHA)                      |
| 160 | Brian Ferreira (AD)  | Stati Uniti | Boston Bruins         | Falmouth High School (USHS-Massachusetts)   |
| 161 | Marty Nanne (AD)     | Stati Uniti | Chicago Blackhawks    | Minnesota Gophers (WCHA)                    |
| 162 | Rick Hayward (D)     | Stati Uniti | Montreal Canadiens    | Hull Olympiques (QMJHL)                     |
| 163 | Mark Olsen (D)       | Stati Uniti | Calgary Flames        | Colorado C. Tigers (WCHA)                   |
| 164 | Peter Harris (P)     | Stati Uniti | New York Islanders    | Haverhill High School (USHS-Massachusetts)  |
| 165 | Keith Miller (AS)    | Canada      | Quebec Nordiques      | Guelph Platers (OHL)                        |
| 166 | Lee Davidson (C)     | Canada      | Washington Capitals   | Penticton Vees (BCHL)                       |
| 167 | Murray Baron (D)     | Canada      | Philadelphia Flyers   | Vernon Vipers (BCHL)                        |
| 168 | Nick Beaulieu (AS)   | Canada      | Edmonton Oilers       | D.ville Voltigeurs (QMJHL)                  |

### Nono giro
| #   | Giocatore               | Nazionalità    | Squadra NHL           | Squadra di provenienza                    |
| --- | ----------------------- | -------------- | --------------------- | ----------------------------------------- |
| 169 | Marc Potvin (AD)        | Canada         | Detroit Red Wings     | Stratford Cullitons (WOJBHL)              |
| 170 | Trevor Pochipinski (D)  | Canada         | Los Angeles Kings     | Penticton Vees (BCHL)                     |
| 171 | Scott McCormack (A)     | Stati Uniti    | New Jersey Devils     | St. Paul's School (USHS-New Hampshire)    |
| 172 | Dave McLlwain (C)       | Canada         | Pittsburgh Penguins   | North Bay Centennials (OHL)               |
| 173 | Sean Whitham (D)        | Canada         | Buffalo Sabres        | Providence Friars (ECAC)                  |
| 174 | Brian Bellefeuille (AD) | Stati Uniti    | Toronto Maple Leafs   | Canterbury School (USHS-Connecticut)      |
| 175 | Matt Merten (P)         | Canada         | Vancouver Canucks     | Stratford Cullitons (WOJBHL)              |
| 176 | Mark Green (AS)         | Stati Uniti    | Winnipeg Jets         | New Hampton School (USHS-New Hampshire)   |
| 177 | Pat Scanlon (A)         | Stati Uniti    | New York Rangers      | Cretin-Derham Hall HS (USHS-Minnesota)    |
| 178 | Martyn Ball (AS)        | Canada         | St. Louis Blues       | St. Michael's Buzzers (MetJHL)            |
| 179 | Rob Glasgow (AD)        | Canada         | Hartford Whalers      | Sherwood Park Crusaders (AJHL)            |
| 180 | Lance Pitlick (D)       | Stati Uniti    | Minnesota North Stars | Cooper High School (USHS-Minnesota)       |
| 181 | Jeff Flaherty (AD)      | Stati Uniti    | Boston Bruins         | Weymouth High School (USHS-Massachusetts) |
| 182 | Geoff Benic (AS)        | Canada         | Chicago Blackhawks    | Windsor Spitfires (OHL)                   |
| 183 | Antonin Routa (D)       | Cecoslovacchia | Montreal Canadiens    | Rytíři Kladno (Extraliga)                 |
| 184 | Scott Sharples (P)      | Canada         | Calgary Flames        | Penticton Vees (BCHL)                     |
| 185 | Jeff Jablonski (AS)     | Stati Uniti    | New York Islanders    | London Diamonds (WOJBHL)                  |
| 186 | Pierre Millier (D)      | Canada         | Quebec Nordiques      | Chic. Saguenéens (QMJHL)                  |
| 187 | Tero Toivola (AD)       | Finlandia      | Washington Capitals   | Tappara (SM-liiga)                        |
| 188 | Blaine Rude (AD)        | Stati Uniti    | Philadelphia Flyers   | Fergus Falls High School (USHS-Minnesota) |
| 189 | Mike Greenlay (P)       | Canada         | Edmonton Oilers       | Calgary Midgets All-Stars (CAAAMHL)       |

### Decimo giro
| #   | Giocatore           | Nazionalità | Squadra NHL           | Squadra di provenienza                    |
| --- | ------------------- | ----------- | --------------------- | ----------------------------------------- |
| 190 | Scott King (P)      | Canada      | Detroit Red Wings     | Vernon Vipers (BCHL)                      |
| 191 | Paul Kelly (AD)     | Canada      | Los Angeles Kings     | Guelph Platers (OHL)                      |
| 192 | Frédéric Chabot (P) | Canada      | New Jersey Devils     | Ste-Foy Midget All Stars (LMAAAQ)         |
| 193 | Kelly Cain (C)      | Canada      | Pittsburgh Penguins   | London Knights (OHL)                      |
| 194 | Kenton Rein (P)     | Canada      | Buffalo Sabres        | Prince Albert Raiders (WHL)               |
| 195 | Sean Davidson (AD)  | Canada      | Toronto Maple Leafs   | Toronto Marlboros (OHL)                   |
| 196 | Marc Lyons (D)      | Canada      | Vancouver Canucks     | Kingston Canadians (OHL)                  |
| 197 | John Blue (P)       | Stati Uniti | Winnipeg Jets         | Minnesota Gophers (WCHA)                  |
| 198 | Joe Ranger (D)      | Canada      | New York Rangers      | London Knights (OHL)                      |
| 199 | Rod Thacker (D)     | Canada      | St. Louis Blues       | Hamilton Steelhawks (OHL)                 |
| 200 | Sean Evoy (P)       | Canada      | Hartford Whalers      | Cornwall Royals (OHL)                     |
| 201 | Dan Keczmer (D)     | Stati Uniti | Minnesota North Stars | Detroit Little Caesars (MWEHL)            |
| 202 | Greg Hawgood (D)    | Canada      | Boston Bruins         | Kamloops Blazers (WHL)                    |
| 203 | Glenn Lowes (AS)    | Canada      | Chicago Blackhawks    | Toronto Marlboros (OHL)                   |
| 204 | Eric Bohemier (P)   | Canada      | Montreal Canadiens    | Hull Olympiques (QMJHL)                   |
| 205 | Doug Pickell (AS)   | Canada      | Calgary Flames        | Kamloops Blazers (WHL)                    |
| 206 | Kerry Clark (AD)    | Canada      | New York Islanders    | Saskatoon Blades (WHL)                    |
| 207 | Chris Lappin (D)    | Stati Uniti | Quebec Nordiques      | Canterbury School (USHS-Connecticut)      |
| 208 | Bob Babcock (D)     | Canada      | Washington Capitals   | S.S. Marie Greyhounds (OHL)               |
| 209 | Shaun Sabol (D)     | Stati Uniti | Philadelphia Flyers   | St. Paul Vulcans (USHL)                   |
| 210 | Matt Lanza (D)      | Stati Uniti | Edmonton Oilers       | Winthrop High School (USHS-Massachusetts) |

### Undicesimo giro
| #   | Giocatore             | Nazionalità    | Squadra NHL           | Squadra di provenienza              |
| --- | --------------------- | -------------- | --------------------- | ----------------------------------- |
| 211 | Tom Bissett (AS)      | Stati Uniti    | Detroit Red Wings     | Michigan Tech Huskies (WCHA)        |
| 212 | Russ Mann (D)         | Stati Uniti    | Los Angeles Kings     | St. Lawrence Saints (ECAC)          |
| 213 | John Andersen (C)     | Canada         | New Jersey Devils     | Oshawa Generals (OHL)               |
| 214 | Stan Drulia (AD)      | Stati Uniti    | Pittsburgh Penguins   | Belleville Bulls (OHL)              |
| 215 | Troy Arndt (D)        | Canada         | Buffalo Sabres        | Portland Winterhawks (WHL)          |
| 216 | Mark Holick (AD)      | Canada         | Toronto Maple Leafs   | Saskatoon Blades (WHL)              |
| 217 | Todd Hawkins (AS)     | Canada         | Vancouver Canucks     | Belleville Bulls (OHL)              |
| 218 | Matt Cote (D)         | Canada         | Winnipeg Jets         | Lake Superior S. Lakers (CCHA)      |
| 219 | Russ Parent (D)       | Canada         | New York Rangers      | Winnipeg South Blues (MJHL)         |
| 220 | Terry MacLean (C)     | Canada         | St. Louis Blues       | Longueuil Chevaliers (QMJHL)        |
| 221 | Cal Brown (D)         | Canada         | Hartford Whalers      | Penticton Vees (BCHL)               |
| 222 | Garth Joy (D)         | Canada         | Minnesota North Stars | Hamilton Steelhawks (OHL)           |
| 223 | Steffan Malmquist (A) | Svezia         | Boston Bruins         | Leksand (Elitserien)                |
| 224 | Chris Thayer (C)      | Stati Uniti    | Chicago Blackhawks    | Kent School (USHS-Connecticut)      |
| 225 | Charlie Moore (AS)    | Canada         | Montreal Canadiens    | Belleville Bulls (OHL)              |
| 226 | Anders Lindstrom (C)  | Svezia         | Calgary Flames        | Timrå (Elitserien)                  |
| 227 | Dan Beaudette (AD)    | Stati Uniti    | New York Islanders    | St. Thomas Academy (USHS-Minnesota) |
| 228 | Martin Latreille (D)  | Canada         | Quebec Nordiques      | Laval Titan (QMJHL)                 |
| 229 | John Schratz (D)      | Canada         | Washington Capitals   | Amherst Ramblers (MVLHL)            |
| 230 | Brett Lawrence (AD)   | Stati Uniti    | Philadelphia Flyers   | Rochester Jr. Americans (EJHL)      |
| 231 | Mojmir Bozik (D)      | Cecoslovacchia | Edmonton Oilers       | Košice (Extraliga)                  |

### Dodicesimo giro
| #   | Giocatore            | Nazionalità      | Squadra NHL                     | Squadra di provenienza                        |
| --- | -------------------- | ---------------- | ------------------------------- | --------------------------------------------- |
| 232 | Peter Ekroth (D)     | Svezia           | Detroit Red Wings               | Södertälje SK (Elitserien)                    |
| 233 | Brian Hayton (D)     | Canada           | Los Angeles Kings               | Guelph Platers (OHL)                          |
| 234 | Bill Butler (AS)     | Stati Uniti      | St. Louis Blues (da New Jersey) | Northwood School (USHS-New York)              |
| 235 | Rob Wilson (D)       | Canada           | Pittsburgh Penguins             | Sudbury Wolves (OHL)                          |
| 236 | Doug Kirton (AD)     | Canada           | New Jersey Devils (da Buffalo)  | Orillia Travelways (OPJHL)                    |
| 237 | Brian Hoard (D)      | Canada           | Toronto Maple Leafs             | Hamilton Steelhawks (OHL)                     |
| 238 | Vladimir Krutov (AS) | Unione Sovietica | Vancouver Canucks               | CSKA Mosca (URSS)                             |
| 239 | Arto Blomsten (D)    | Finlandia        | Winnipeg Jets                   | Djurgården (Elitserien)                       |
| 240 | Soren True (AS)      | Danimarca        | New York Rangers                | Skobakken (Superisligaen)                     |
| 241 | David O'Brien (AD)   | Stati Uniti      | St. Louis Blues                 | Northeastern U. Huskies (Hockey East)         |
| 242 | Brian Verbeek (C)    | Canada           | Hartford Whalers                | Kingston Canadians (OHL)                      |
| 243 | Kurt Stahura (AS)    | Stati Uniti      | Minnesota North Stars           | Williston Academy (USHS-Massachusetts)        |
| 244 | Joel Gardner (C)     | Canada           | Boston Bruins                   | Sarnia Legionnaires (WOJBHL)                  |
| 245 | Sean Williams (C)    | Canada           | Chicago Blackhawks              | Oshawa Generals (OHL)                         |
| 246 | Karel Svoboda (A)    | Cecoslovacchia   | Montreal Canadiens              | Litvínov (Extraliga)                          |
| 247 | Antonin Stavjana (D) | Cecoslovacchia   | Calgary Flames                  | PSG Zlín (Extraliga)                          |
| 248 | Paul Thompson (D)    | Canada           | New York Islanders              | Northern Manitoba AAA All-Stars (MAAAMHL)     |
| 249 | Sean Boudreault (A)  | Stati Uniti      | Quebec Nordiques                | Mount St. Charles Academy (USHS-Rhode Island) |
| 250 | Scott McCrory (C)    | Canada           | Washington Capitals             | Oshawa Generals (OHL)                         |
| 251 | Dan Stephano (P)     | Stati Uniti      | Philadelphia Flyers             | Northwood School (USHS-New York)              |
| 252 | Tony Hand (C)        | Regno Unito      | Edmonton Oilers                 | Murrayfield Racers (BHL)                      |

## Selezioni classificate per nazionalità
| Pos. | Paese            | Selezioni |
|      | Nord America     | 222       |
| ---- | ---------------- | --------- |
| 1    | Canada           | 159       |
| 2    | Stati Uniti      | 63        |
|      | Europa           | 30        |
| 3    | Finlandia        | 11        |
| 4    | Svezia           | 8         |
| 4    | Cecoslovacchia   | 8         |
| 6    | Unione Sovietica | 1         |
| 6    | Danimarca        | 1         |
| 6    | Regno Unito      | 1         |